# Len Butt (cầu thủ bóng đá, sinh năm 1910)
Leonard George Butt (26 tháng 8 năm 1910 ở Wilmslow – tháng 6 năm 1994) là một cầu thủ bóng đá, thi đấu cho Stockport County, Macclesfield Town, Huddersfield Town, Blackburn Rovers, York City và Mansfield Town.
Sau đó ông dẫn dắt Mossley và Macclesfield Town.